# Walter Jeklin
Walter Jeklin (Lubiana, 27 settembre 1969) è un ex cestista e dirigente sportivo sloveno.

## Carriera
Con la Slovenia ha disputato tre edizioni dei Campionati europei (1995, 1997, 1999).

## Palmarès
- Coppa di Slovenia: 1

Union Olimpija: 1995